# Euphorbia infernidialis
Euphorbia infernidialis är en törelväxtart som beskrevs av Victor W. Steinmann. Euphorbia infernidialis ingår i släktet törlar, och familjen törelväxter. Inga underarter finns listade i Catalogue of Life.